# Krief de Soli
Krief de Soli ist eine 2009 gegründete Funeral-Doom-Band.

## Geschichte
Das Funeral-Doom-Projekt Krief de Soli ist als Ein-Mann-Band des Kanadiers „Egregoir de Sang“ gegründet worden. Das Projekt wurde als Studioprojekt im eigenen Musikstudio initiiert. Das selbst installierte Musikstudio und die Grundidee zu einem Bandprojekt gingen miteinander einher. Entsprechend installierte „Egregoir de Sang“ das Studio vorerst für den Aufbau des Musikprojektes, mit dem er 2009 auf die Suche nach einer kooperierenden Firma ging. Das russische Label Endless Winter machte dem Musiker das, seiner Einschätzung nach, beste Angebot. Krief de Soli blieb fortan ein als „mysteriös“ geltendes Studioprojekt. Auftritte fanden keine statt und Interviews gab der Musiker in den Folgejahren nur wenige.

## Werk und Wirkung
Das damals noch im Aufbau befindliche Label Endless Winter veröffentlichte 2010 das Debüt Procul Este, Profani… und zwei Jahre später den Nachfolger Munus Solitudinis. Das dritte, 2020 veröffentlichte Album Requiem: Missa pro defunctis in F-moll, wurde über Moscow Funeral League Records herausgegeben.

### Konzept
Jenseits der Veröffentlichungen sind weitere Informationen zu dem Hintergrund und der Geschichte des Projektes rar. Das Label Moscow Funeral League Records, dass 2020 das dritte Studioalbum Requiem: Missa pro defunctis in F-moll herausgab beschrieb Krief de Soli entsprechend als „mysteriöse Inkarnation“ des Musiker. Musikalisch verweist „Egregoir de Sang“ auf Religiöse Musik und Sakralmusik gleichermaßen als faszinierend und inspirierend. Entsprechend transportiert die Musik einen als sakral und zugleich apokalyptisch bewerteten Klang.
In einem Interview mit Alexey Evdokimov für Doommantia.com im Jahr der Veröffentlichung des Debüts Procul Este, Profani… über Endless Winter 2010 äußerte sich der Musiker damit, dass er die mit der Musik und den Texten ausgedrückten Inhalte von Krief de Soli in den Vordergrund stellen und keine persönliche Geschichte erzählen wolle, wofür er die eigene Person von dem Schaffen mit dem Projekt trenne und die Band als Projektionsfläche verstehe. Das so in den Vordergrund gerückte konzeptionelle Kernthema des Projektes variiert graduell, derweil jedes Album einem lyrischen Konzept folgt und sich liturgische Bezüge in allen Veröffentlichungen finden. Vage bleibt derweil ob diese Bezüge aversiv, affirmativ oder „Egregoir de Sang“ diese Verweise ausschließlich als Metapher und Vehikel versteht. So enthält er sich auch der im Interview gestellten Frage nach seinem Gottesbild.
Das Debüt ist an der Offenbarung des Johannes orientiert, die als lyrischer Fundus dient. Den lyrisch-konzeptionellen Rahmen beschreibt er als Analogie zur Gegenwart. Die Verweise auf Die Offenbarung seien als Hinweis auf eine Parallele zwischen den „beschriebenen Ereignissen und dem gegenwärtigen Wesen der Menschheit“ gedacht. Dem zweiten Album liegt ein auf Marcus Manilius zurückgehender Vanitas-Gedanke zugrunde. 

„[F]rom the moment we are born, we instantly begin to die and this must be understood spiritually; there is a way to it. The end is foretoken by the nascency, ‘finisqu ab origine pendet’.“

„[V]om Augenblick unserer Geburt an beginnen wir sofort zu sterben und das muss spirituell verstanden werden, es gibt einen Weg dorthin. Das Ende wird in der Entstehung vorweggenommen, ‚finisque ab origine pendet‘.“

Das dritte Album Requiem: Missa pro defunctis in F-moll ist als Konzeptalbum die lyrische Adaption eines Requiem in der musikalischen Rahmung der von Krief de Soli gespielten sakralen Variante des Funeral Doom.

### Stil
Als düstere und sakrale Variante des Funeral Doom gilt die Musik von Krief de Soli insbesondere unter Verweisen auf eine Melange aus „Doom-Metal-Riffs, kirchenmusik-artigen Harmonien und der Atmosphäre des Dark Ambient.“ Diese Atmosphäre wird als düster, apokalyptisch und sakral zugleich beurteilt. „Egregoir de Sang“ Verweisen auf Religiöse Musik und Sakralmusik entsprechend nutzt er unter anderem eine synthetisch generierten Orgelklang und Aufnahmen analoger Orchesterinstrumente. Mit der Fortführung seines Projektes strebte er eigenen Angaben nach danach seine kompositorische und spielerische Leistung zu  intensivieren, derweil blieb der Grundtenor der Musik erhalten und die Veränderungen nuancierten die Musik zu einer höheren Komplexität und Opulenz. Zum einordnenden Vergleich wird insbesondere auf das Werk von Skepticism und Celestiial verwiesen.

### Rezeption
Krief de Soli erlangte von Beginn an internationale Beachtung, derweil die Beurteilung der Qualität stark variierte. So hieß es für das niederländische Online-Magazin Zware Metalen Procul Este, Profani… sei gerade noch eine „willkürliche Arbeit, die nur bei Genre-Idioten auf dem richtigen Boden landen wird.“ Andere Besprechungen fielen wohlwollender aus, so hieß es für die britische Website Doom-Metal.com „trotz einiger Mängel“ sei das Album „absolut unterhaltsam“ und „eine der angenehmsten Veröffentlichungen dieses Jahres“. Ähnlich positiv lautete das für russische Webzine Doommantia verfasste Urteil. Das Album wäre „ein erfolgreiches Debüt mit einigen frischen Ideen“.
Durch „vereinzelte Momente moralischer Erhebung“ entwickele sich das Debüt von Krief de Soli, so eine für das italienische Aristocrazia Webzine verfasste Besprechung, trotz der genretypischen „Standardperformance“ auf atmosphärischer und emotionaler Ebene „zu einem Meisterwerk“. Höher und kaum noch mit kritischen Stimmen wurde das Folgealbum international rezipiert. Stefano Cavanna schrieb für das italienische Webzine In Your Eyes, dass Munus Solitudinis eine besondere Erfahrung für jene sei, die mit dem Genre vertraut wären. Unvertraut mit Funeral Doom sei das Album anzunehmend unzugänglich. Ähnlich urteilte All für das R.U.M. Zine, dass Munus Solitudinis seinen Hörer „entweder perfekt umarme oder verschlinge“, obwohl das Album keine essentiellen Abweichungen vom Stereotyp des Genres aufweisen und „Egregoir de Sang“ als „Revolutionär nichts Revolutionäres bringt.“ Es spiele „keine Rolle“ ob einem das Debüt von Krief de Solis Debüt vertraut sei, schrieb Frédéric Cerfvol für Doom-Metal.com, da dies Album „mit noch mehr Größe gesegnet […] ein sicherer Kauf“ bei Interesse an „originellem und großartigem Funeral Doom“. Ebenso lobte Mourning für Aristocrazia Webzine das Album als „Rohdiamant“ und „Muss für Anhänger des Funeral Doom“. Das dritte Album wurde im Verhältnis zu den vorherigen kaum international wahrgenommen, jedoch dem Vorgänger ähnlich hoch gelobt. Mit „Orchesterarrangements aus schwarzer Magie, verzweifelten Akkorden und herzzerreißendem Gesang“ sei Requiem: Missa pro defunctis en F-moll eine „große Überraschung für Liebhaber von dunkler Musik“.